# Enrique Ballestero Pareja
Enrique Ballestero Pareja (Arganda del Rey, 7 de junio de 1928-Madrid, 5 de junio de 2014)  fue un ingeniero agrónomo, economista, catedrático universitario y político español, doctor honoris causa por la Universidad Politécnica de Valencia.
Doctor Ingeniero agrónomo por la Universidad de Madrid y en Ciencias Económicas por la Complutense, fue catedrático en la Escuela Técnica Superior de Ingenieros Agrónomos de la Universidad Politécnica de Madrid, fundador del Centro de Estudios de Postgrado de Administración de Empresas (CEPADE) de dicha universidad, que dirigió desde 1971 a 1981. Después ocupó la cátedra de Economía y Ciencias Sociales en la Universidad Politécnica de Valencia, que mantiene como catedrático emérito. Fue jefe de la Secretaría Técnica del Ministerio de Agricultura, especialista en seguridad social.
En el ámbito político, fue miembro del Partido Socialista Obrero Español (PSOE) con el que fue elegido diputado al Congreso por la circunscripción de Badajoz en tres ocasiones: 1979, 1982 y 1986.
En 2012, la Universidad Politécnica de Valencia le nombró doctor honoris causa.

## Obra
Autor de más de una treintena de artículos en revistas especializadas, donde destacan sus trabajos sobre modelos matemáticos multicriterio y modelos financieros y bursátiles, ha escrito:
- Ballestero Pareja, Enrique (1969). Contabilidad agraria. MundiPrensa.
- — (1975). Principios de economía de la empresa. Alianza Editorial. ISBN 8420620041.
- — (1976). Introducción a la econometría. Alianza Editorial. ISBN 85-206-2159-7.
- — (1977). Agricultura y socialismo. Edicusa. ISBN 84-229-6013-3.
- — (1979). La política agraria del socialismo español. Mañana D.L. ISBN 84-7421-049-6.
- — (1983). Teoría y estructura de la nueva contabilidad. Alianza Editorial. ISBN 9788420680163.
- — (1983). Teoría económica de las cooperativas. Alianza Editorial. ISBN 84-206-2371-7.
- — (1986). Los principios de la economía liberal: un estudio en torno a Jean-Baptiste Say. Alianza Editoria. ISBN 84-206-2454-3.
- — (1988). Introducción a la teoría económica. Alianza Editorial. ISBN 84-206-8118-0.
- — (1990). Estudios de mercado: una introducción a la mercadotecnia. Alianza Editorial. ISBN 84-206-2645-7.
- — (1990). Economía social y empresas cooperativas. Alianza Editorial. ISBN 84-206-2615-5.
- — (1991). Métodos evaluatorios de auditoría. Alianza Editorial. ISBN 84-206-2692-9.
- — (1991). Economía de la empresa agraria y alimentaria. Mundiprensa Libros, S.A. ISBN 84-7114-322-4.
- —; José Ángel Rodríguez (1997).  Universidad Politécnica de Valencia, ed. El precio de los inmuebles urbanos: técnicas e informes periciales. ISBN 84-7721-553-7.
- —; José Ángel Rodríguez (1997).  Universidad Politécnica de Valencia, ed. Tasación inmobiliaria urbana. ISBN 84-7721-560-X.
- —; Ana Blasco (1997).  Universidad Politécnica de Valencia, ed. Valoración y tasación de obras de arte. ISBN 84-7721-557-X.
- —; Carlos Romero (1998). Multiple criteria decision making and its applications to economic problems. Kluwer. ISBN 0792382382.
- — (1999). Auditoría evaluatoria de sociedades. Cie Inversiones Editoriales Dossat. ISBN 84-930016-9-4.